# 韩瑜 (辽朝)
韩瑜（946年—987年），蓟州玉田县人，辽朝政治人物，韩知古的孙子，南京统军使、邺王韩匡美的长子。
韩瑜魁伟有大志，擅长骑射，胆量过人。应历初年，补天雄军衙内都指挥使，入朝为银青光禄大夫、检校工部尚书、右金吾卫将军兼御史大夫、上柱国。辽景宗即位，任命他为控鹤都指挥使、绛州防御使、检校司空。授任金紫光禄大夫、检校太保、左羽林军大将军。转任客省使。改任内客省使、检校太傅、守儒州刺史。兼御史大夫、上柱国、昌黎郡开国侯、食邑一千户，实封一百户。统和四年三月（986年），宋朝北伐，攻克岐沟关、涿州、固安县、新城县。四月，辽军收复涿州，韩瑜担任涿州刺史。次年，扈从辽圣宗南征，在遂城之战，被流箭射中头，萧太后和圣宗亲自让军医为他治伤。十一月，在军中去世，年四十二岁。归葬霸州，追赠太尉，其子韓橁。